# Пересічний Михайло Іванович
Михайло Іванович Пересічний (народився 10 вересня 1952 — 18 грудня 2020) — український науковець, педагог, декан факультету ресторанно-готельного та туристичного бізнесу Київського торговельно-економічного інституту (1993). Доктор технічних наук (1999), професор, завідувач кафедри технології і організації ресторанного господарства. Президент Асоціації кулінарів України.

## Біографія
Народився 10 вересня 1952 року. У 1974 році закінчив з відзнакою Київський торгово-економічний інститут (КТЕІ) за спеціальністю «Технологія і організація громадського харчування», фах — інженер-технолог. У 1979 році закінчив аспірантуру КТЕІ. У 1980 році захистив дисертацію «Вплив комбінованих методів теплової обробки на якість м'ясних кулінарних виробів». Учень професора Володимира Міцика і доцента Олександра Юліна.
З 1979 року працював у Київському торгово-економічному інституті. За цей час обіймав посади асистента, старшого викладача, доцента, декана технологічного факультету, секретаря парткому. У 1989—1995 роках проводив науково-дослідну роботу на Чорнобильській АЕС з питань розроблення і впровадження харчових раціонів радіозахисного призначення.
З 1993 року — декан факультету ресторанно-готельного та туристичного бізнесу. У 1999 році захистив докторську дисертацію на тему «Наукове обґрунтування технології продуктів громадського харчування радіозахисної дії». З 2000 року — професор кафедри технології і організації ресторанного господарства.
Пройшов стажування за кордоном у Ліонському технічному університеті (Франція), Брюссельському університеті (Бельгія).
Один із організаторів Асоціації кулінарів України, представляв Україну на Всесвітньому конгресі кулінарів в Японії (м. Кіото), на якому кулінарів України прийняли до Всесвітньої асоціації кулінарних союзів. Президент Асоціації кулінарів України, член президії Науково-методичної комісії з торгівлі, туризму і сфери обслуговування Міністерства освіти і науки України, заступник голови експертної ради ВАК, голова секції «Готельна та ресторанна справа».
Автор 5 монографій, більше 150 наукових статей і методичних розробок, 10 патентів. Напрям наукових досліджень: «Технологія продуктів функціонального призначення», «Кулінарне мистецтво». Під його керівництвом кандидатські дисертації захистили: М.Ф. Кравченко, О.М. Григоренко, І.Ю. Антонюк, А.Т. Ратушенко, Д.В. Федорова.
Член редколегії наукового журналу «Вісник КНТЕУ».

## Нагороди і відзнаки
Нагороджений знаком «Відмінник освіти України» (1998), подякою Президента України, подякою Кабінету Міністрів України.